# Dvin
Pour les articles homonymes, voir Dvin (homonymie).
Dvin ou Dwin (en arménien Դվին) est une ancienne capitale de l'Arménie, qui l'a placée sur sa liste indicative du Patrimoine mondial de l'UNESCO en 1995. Elle est située sur le territoire de l'actuelle communauté rurale de Dvin, dans le marz d'Ararat.

## Histoire
La ville de Dvin est fondée au IVe siècle par le roi d'Arménie Khosrov III Kotayk (ayant régné de 330 à 338). La ville est située dans la région d'« Aïrarat », et plus précisément dans la province de Vastan Hayots. Khosrov III fait construire la citadelle et le palais royal sur une colline. Par la suite, la ville attire de nombreux habitants de la ville voisine d'Artachat qui vont donc habiter à Dvin. En 470, le Catholicossat est déplacé de Vagharchapat à Dvin. Elle devient officiellement capitale du pays, ou plutôt « centre administratif » sous les dominations perse et arabe. Elle est détruite en 893 à cause d'un tremblement de terre, mais elle est reconstruite au Moyen Âge et devient un lieu de commerce florissant. Dvin compte 100 000 habitants. La ville est abandonnée à cause de l'invasion mongole du XIIIe siècle ; puis elle tombe en ruine. Cependant, des fouilles ont été effectuées dernièrement.

## Chronologie
La chronologie suivante peut être retracée :
- 332-338 : le roi arménien Khorsov III Kotayk fait de Dvin une ville royale ;
- 484 : la résidence du Catholicos est transférée de Vagharchapat à Dvin ;
- IVe – VIIe siècle : construction de la grande cathédrale à trois nefs (IVe – VIIe siècle), du premier palais du Catholicos (Ve siècle), de la basilique à une nef (VIe siècle) et du deuxième palais du Catholicos (VIIe siècle) ;
- 555 : le second concile de Dvin est réuni. Le nouveau calendrier arménien est adopté ; l'an 552 est considéré comme l'an un de l'ère arménienne ;
- 640 : première invasion arabe et conquête de Dvin ;
- 650-654 : nouvelle invasion arabe de l'Arménie et conquête définitive de Dvin par le califat arabe ;
- VIIIe siècle : Dvin devient la résidence de l'entité administrative Arminiyya et résidence de l'émir arabe ;
- 885 : Achot Ier est solennellement couronné roi des Arméniens et des Géorgiens à Dvin ;
- 885 : la capitale est transférée de Dvin à Shirakavan ;
- 893 : un tremblement de terre dévaste une grande partie de la cité ;
- 1173 : le roi Georges III de Géorgie conquiert Dvin ;
- 1201-1203 : pendant le règne de la reine Tamar de Géorgie, Dvin est alliée au royaume de Géorgie ;
- 1225 : Djalal Ed Din envahit l'Arménie et détruit Dvin ;
- 1236 : Les Mongols envahissent Dvin.

## Fouilles
Les fouilles opérées dernièrement révèlent l'existence de quartiers d'habitation et d'établissements monumentaux. Deux édifices religieux ont également été découverts : la cathédrale Saint-Grégoire et l'église Sainte-Hiztbousit. La cathédrale fut d'abord construite en 485, puis transformée entre 607 et 628 en une église triconque à quatre appuis libres. Son architecture est complexe. Selon les estimations, la cathédrale est la plus grande d'Arménie.